# دیمون وینز
دیمون وینز (انگلیسی: Damon Wayans؛ زادهٔ ۴ سپتامبر ۱۹۶۰) هنرپیشه اهل ایالات متحده آمریکا است.

## گزیده فیلم شناسی
از فیلم‌ها یا برنامه‌های تلویزیونی که وی در آن نقش داشته‌است می‌توان به آثار زیر اشاره کرد.
- پلیس بورلی هیلز (۱۹۸۴)
- دختران زمینی بی‌قید و بندند (۱۹۸۸)
- پانچ‌لاین (۱۹۸۸)
- ببین دیگه کی داره حرف می‌زنه (۱۹۹۰)
- آخرین پسر پیشاهنگ (۱۹۹۱)
- آخرین قهرمان ژانر اکشن (۱۹۹۳)
- مرد خالی (۱۹۹۴)
- اعتیاد به سفید بزرگ (۱۹۹۶)
- ضدگلوله (۱۹۹۶)
- گول خورده (۲۰۰۰)
- پخش زنده شنبه شب (۱۹۸۵–۱۹۸۶)
- رنگ‌های زنده (۱۹۹۰–۱۹۹۴)
- اسلحه مرگبار (مجموعه تلویزیونی) (۲۰۱۶–اکنون)